# Frälsningsarméns Scoutförbund
Frälsningsarméns Scoutförbund (FA Scout) ist der Pfadfinderverband der Heilsarmee in Schweden.
Bereits 1916 startete die Heilsarmee ihre Pfadfindergruppen für Jugendliche im Alter zwischen 11 und 18 Jahren. Die Mitglieder
tragen blaue Pfadfinderhemden und Halstücher in den Farben der Heilsarmee: rot, gelb und weiß.
Frälsningsarméns Scoutförbund ist der kleinste Pfadfinderbund im Svenska Scoutrådet (SSR) mit derzeit 1.200 Mitgliedern.